# Releasing the Demons
"Releasing the Demons" é uma música da banda de heavy metal Godsmack. Ela é a oitava faixa do terceiro álbum do grupo, Faceless, e foi escrita pelo vocalista Sully Erna.

## Significado da música
O vocalista de Godsmack, Sully Erna, tem como religião Wicca, e nela existe uma regra: "O que você dá, seja bom ou ruim, volta para você três vezes mais". Nesta música, Sully liberou demônios do seu corpo, resultando em mais demônios retornando. No meio da música, Sully fala dos demônios voltando para ele com risadas.